# 1376 Michelle
Az 1376 Michelle (ideiglenes jelöléssel 1935 UH) a Naprendszer kisbolygóövében található aszteroida. Guy Reiss fedezte fel 1935. október 29-én, Algírban.